# Ходоуменьшитель
Ходоуменьши́тель — механизм, составная часть трансмиссии самоходной машины (трактора, экскаватора, погрузчика, лесопосадочной, дождевальной и др. машины), предназначенный для получения особо низких рабочих скоростей. Необходимость в ходоуменьшителе возникает, если рабочая скорость машины ниже её транспортной скорости. Ходоуменьшитель может исходно составлять часть трансмиссии машины или может встраиваться в неё в качестве дополнительного оборудования. Ходоуменьшитель не предназначен для  использования в качестве понижающей передачи с целью получения большого тягового усилия.

## Назначение
В ряде случаев для эффективной работы машины требуется обеспечение низкой рабочей скорости — так, рабочие скорости рассадопосадочных машин могут быть ниже 0,2 м/с, траншейных экскаваторов — ниже 1 м/с. В то же время существует необходимость обеспечить достаточно высокую транспортную скорость машины, чтобы сохранить бо́льшую оперативность её использования. Если машина является трактором со сменным навесным оборудованием, то диапазон рабочих скоростей также может сильно различаться в зависимости от используемого оборудования. Однако коробка передач машины часто не в состоянии обеспечить регулирование скоростей в широком диапазоне, или такое регулирование может оказаться затруднительным. В этом случае возникает необходимость в ходоуменьшителе — устройстве, позволяющем снизить скорость машины ниже обычной транспортной скорости. Ходоуменьшитель может представлять собой неотъемлемый агрегат в составе трансмиссии или быть съёмным и устанавливаться вместе с другим навесным оборудованием .

## Классификация
Ходоуменьшители классифицируются по тем же признакам, что коробки передач.
По способу регулирования скорости:
- ступенчатые;
- бесступенчатые;
- смешанные.

По способу преобразования момента:
- механические;
- гидравлические;
- электрические;
- смешанные[1][3].

Значительное распространение имеют механические ходоуменьшители благодаря простоте конструкции, высокому КПД и лёгкости обслуживания. К недостаткам относится ограниченность диапазона регулирования скорости. В механических ходоуменьшителях часто используется ступенчатая регулировка скорости, хотя возможна и бесступенчатая регулировка с помощью вариатора. К примеру, ходоуменьшитель трактора МТЗ-80 — планетарный, устанавливается по заказу дополнительно, предназначен для работы только на I и II передачах и переднего, и заднего хода; из недостатков — при его включении меняется направление движения трактора (на передних передачах назад и наоборот), что при невнимательности может привести к несчастным случаям
Гидрообъёмные ходоуменьшители обладают более широкими диапазонами регулировки скорости. Кроме того, в них сравнительно просто реализуется бесступенчатое изменение скоростей путём изменения рабочего объема аксиально-поршневого насоса или с помощью дросселя, регулирующего поступление рабочей жидкости (масла) в гидромотор. Гидропередача позволяет надёжно защитить трансмиссию от перегрузок (если давление превышает заданный предел, срабатывает защитный клапан, и масло сливается в бак). Недостатком гидравлических ходоуменьшителей является их сравнительно низкий КПД. Однако поскольку на привод машины в процессе работы тратится сравнительно небольшая часть мощности, общие потери оказываются приемлемыми.
Электрический ходоуменьшитель работает по принципу электрической трансмиссии и включает в себя электрогенератор, вращаемый двигателем машины, и питаемый от электрогенератора электромотор. Достоинством электрической трансмиссии является бесступенчатое регулирование скорости, упрощение механической части трансмиссии и удобство компоновки. Главные недостатки — большая масса, сравнительно низкий КПД и высокая стоимость.